# Разумов Федір Трохимович
Фе́дір Трохи́мович Ра́зумов (1899 , Бихів, Могильовська губернія  — невідомо ) — український радянський діяч, залізничник. Депутат Верховної Ради УРСР 1-го скликання (1938–1947).

## Біографія
Народився 1899 року в родині матроса Трохима Макаровича Разумова в місті Бихові, тепер Биховський район, Могильовська область, Білорусь. Закінчив церковноприходську та ремісницьку школи в місті Бихові.
Трудову діяльність розпочав у сімнадцятирічному віці. Працював помічником машиніста вантажного пароплава «Любич» на Дніпрі.
З 1918 року — в Червоній армії, служив кулеметником у Ревельському матроському революційному загоні (батальйоні), воював у складі 4-ї армії РСЧА. Учасник Громадянської війни в Росії, брав участь у боях під Варшавою. Після закінчення війни служив прикордонником.
У 1926 році переїхав до міста Кам'янського на Дніпропетровщині, працював машиністом на Дніпровському металургійному заводі імені Дзержинського.
Член ВКП(б) з 1930 року.
З 1937 року — начальник паровозного депо Дніпровського металургійного заводу імені Дзержинського міста Дніпродзержинська Дніпропетровської області.
26 червня 1938 року обраний депутатом Верховної Ради УРСР 1-го скликання по Дніпродзержинській міській виборчій окрузі № 206 Дніпропетровської області.
Під час німецько-радянської війни перебував у евакуації.
Станом на 1945 рік — начальник паровозного депо Дніпровського металургійного заводу імені Дзержинського в місті Дніпродзержинську, тепер Кам'янське, Дніпропетровська область, Україна.

## Нагороди
- орден Трудового Червоного Прапора (23.03.1935)